# Mariusz Pawelec (historyk)
Mariusz Jarosław Pawelec (ur. 1966 w Opolu) – polski historyk, badacz kultury religijnej, edytor materiałów źródłowych do dziejów stosunków wyznaniowych w epoce nowożytnej.

## Życiorys
Zaangażowany w działalność opozycji antykomunistycznej. W latach 80. publikował teksty o tematyce politycznej i historycznej na łamach wydawnictw „drugiego obiegu” (m.in. pod ps. „Karol Mruk”). Po 1989 r. współpracownik czasopisma „Stańczyk. Pismo postkonserwatywne” oraz członek redakcji tygodnika „Myśl Polska”, historyk idei konserwatyzmu.
Zajmuje się obecnie tematyką dawnej historiografii oraz literatury religijnej (m.in. twórczością W. Węgierskiego, S. Dambrowskiego, A. Gryphiusa, J. Heermanna, P. Wacheniusa). Autor szkiców historycznoliterackich poświęconych piśmiennictwu ewangelickiemu na Górnym Śląsku XVI-XVII w. Twórca haseł biograficznych w Słowniku pisarzy śląskich oraz uczestnik prac edytorskich nad dawnym piśmiennictwem. Popularyzator historii i kultury Śląska na łamach lokalnych periodyków („Oberschlesische Zeitung”, „Schlesisches Wochenblatt”, „Nowy Górnoślązak”, „Indeks”, „Opolski Rocznik Muzealny”, „Ewangelik”). Autor, na zlecenie Domu Współpracy Polsko-Niemieckiej w Gliwicach, opracowania: Stosunki polsko-niemieckie we współczesnych polskich podręcznikach historii. Analiza treści i sposobu prezentacji.
W 2021 odznaczony Krzyżem Kawalerskim Orderu Odrodzenia Polski.

## Wybrane publikacje
- Myśl narodowa, liberalni konserwatyści a kwestia żydowska, „Orientacja na Prawo” 1991, nr 71, s. 18–20.
- Konserwatyzm w Szwecji, „Orientacja na Prawo” 1991, nr 80, s. 16–17.
- Wiaczesław Lipiński. Z dziejów ukraińskiego konserwatyzmu, „Pro Fide, Rege et Lege”, 1997, nr 28, s. 26–28.
- Z Rosją, czy przeciw niej? „Pro Fide, Rege et Lege” 1997, nr 29, s. 43–47.
- Vidkun Quisling – ostatni wiking, „Stańczyk” 1999, nr 34, s. 37–50.
- Knut Hamsun. Patriarcha konserwatywnej utopii, „Stańczyk” 2000, nr 35, s. 58–73.
- Polskie piśmiennictwo ewangelickie na Śląsku do połowy XVII wieku, [w:] Dzieje literatury polsko-ewangelickiej na Górnym Śląsku, red. J. Szturc, Katowice 2006, s. 30–51. ISBN 83-60438-03-X.
- „Aby tak na to każdy pamiętał, iż mu Pan imię i przymianek dał…”. O religijnej twórczości literackiej Piotra Wacheniusa, ibidem, s. 52–68.
- Śląska „Dambrówka”. O recepcji kazań Samuela Dambrowskiego na Śląsku, ibidem, s. 69–102.
- Szlachecki patronat wobec kalwińskiego zboru w Kozach w XVI-XVII wieku, [w:] Mikołaj Rej i dziedzictwo reformacji w Polsce, red. B. Tondera, Kraków 2006, s. 113–125. ISBN 83-89966-12-3.
- Idea irenizmu protestanckiego w księstwie legnicko-brzeskim na początku XVII w., [w:] Dziedzictwo reformacji w księstwie legnicko-brzeskim = Das Erbe der Reformation in den Fürstentümern Liegnitz und Brieg, red. J. Harasimowicz, A. Lipińska, Legnica 2007, s. 171–189. ISBN 978-83-88155-26-0.
- Wojciech Węgierski (1604-1659) – ewangelicki kaznodzieja, poeta i kronikarz, [w:] Rzeczpospolita państwem wielu narodowości i wyznań. XVI-XVIII wiek, red. A. Filipczak-Kocur, T. Ciesielski, Warszawa–Opole 2008, s. 369–381. ISBN 978-83-7181-507-2.
- Kazanie pośmiertne Johanna Heermanna (1585-1647), [w:] Johann Heermann. Życie i twórczość = Johann Heermann. Leben und Werk, red. A. Konior, Leszno 2008, s. 125–150, 242–255. ISBN 978-83-60876-12-1.
- Bartłomiej Bythner starszy (ok. 1559-1629). Z dziejów protestanckiego irenizmu na przełomie XVI i XVII wieku. Warszawa 2008. ISBN 978-83-7507-044-6.
- Jan Amos Komeński wobec inicjatyw irenicznych polskiego protestantyzmu, [w:] Jan Amos Komeński i bracia czescy w 380. rocznicę przybycia do Leszna (1628-2008), red. A. Konior, Leszno 2009, s. 53–66. ISBN 978-83-60876-16-9.
- Między konfesjonizmem a irenizmem. Stosunki pomiędzy Kościołami protestanckimi w drugiej ćwierci XVII w. na obszarze ziemi wschowskiej, [w:] Ziemia wschowska w czasach starosty Hieronima Radomickiego, red. P. Klint [i in.], Wschowa-Leszno 2009, s. 165–177. ISBN 978-83-61701-08-8.

## Prace edytorskie
- Piotr Wachenius, Summa świętego krześciańskiego nabożeństwa, wstęp i oprac. M. Pawelec, Pszczyna 2005. ISBN 83-920823-5-4.
- Komentarz historycznoliteracki, przypisy oraz słownik wybranych wyrazów archaicznych, [w:] D. Rott, „Hymny moje domowe” Piotra Wacheniusa. Przyczynek do dziejów braci czeskich na Śląsku wraz z tekstem utworu, Katowice 2005, s. 113–127. ISBN 83-920823-4-6.
- Wojciech Węgierski, Kronika zboru ewangelickiego krakowskiego, wstęp i oprac. M. Pawelec, Kraków 2007. ISBN 978-83-926407-0-7.
- Franciszek Augustin, Kroniki żywieckie od czasów zamierzchłych do 1845 r., red. S. Grodziski [i in.], Żywiec-Kraków 2007 (współred. tekstu oraz oprac. przypisów). ISBN 978-83-88737-73-2.